# سربزرگیان
سربزرگیان (نام علمی: Dipsadinae) نام یک زیرخانواده از خانواده قمچه‌ماران است.